# Constantijn Willem van Limburg Stirum
Constantijn Willem graaf van Limburg Stirum (Oudwoude (grietenij Kollumerland en Nieuw-Kruisland, Frl.), 17 maart 1837 - Arnhem, 30 augustus 1905) was een Nederlands politicus.
Van Limburg Stirum was een graaf uit een Fries adellijk geslacht, die één jaar voor de antirevolutionairen in de Eerste Kamer zat. Hij was vier jaar burgemeester in Westervoort in Gelderland, de provincie waar zijn vader Commissaris was. Hij was actief in talrijke besturen, vooral op het gebied van maatschappelijke zorg. Kwam op voor de belangen van gevangenen. Nauw gelieerd aan de familie-Van Heeckeren van Kell.

## Persoonlijk
Hij was een zoon van Louis Gaspard Adrien van Limburg Stirum en Cecilia Johanna van Scheltinga. Hij trouwde in 1863 met Maria Catharina van Wickevoort Crommelin (1838-1896). Het echtpaar kreeg vier kinderen, onder wie Cornelia gravin van Limburg Stirum.
- Biografisch Portaal: 55083822
- Parlement.com: vg09ll2w05tu